# Christian Sebaldt
Christian Sebaldt (* 22. Mai 1958 in München) ist ein deutscher Kameramann.

## Leben
Christian Sebaldt ist der Sohn eines Werbefilmers. Im Alter von zwölf Jahren begann er mit der Fotografie. Er wurde von 1976 bis 1978 bei den Bavaria Studios als Kameramann ausgebildet. Bei dem von Rainer Werner Fassbinder inszenierten Filmdrama Lili Marleen assistierte er 1981 Michael Ballhaus bei dessen Kameraarbeit. 1984 zog er in die Vereinigten Staaten. Mit dem Thriller Children of the Empire debütierte Sebaldt 1988 als Kameramann für einen Langspielfilm. Seitdem war er als Kameramann für Spielfilme wie Resident Evil: Apocalypse, Species III und Starship Troopers 2: Held der Föderation verantwortlich. Seit 2008 arbeitete er auch regelmäßig als Kameramann für die Fernsehserie CSI: Den Tätern auf der Spur. Für diese Arbeit wurde er 2010 als Bester Kameramann mit einem Emmy ausgezeichnet. Nach dem Ende der Serie 2015 folgten Engagements insbesondere bei anderen Fernsehserien. Sein Schaffen umfasst mehr als 50 Produktionen.
Sebaldt ist seit dem 10. Juli 2001 mit der Script Supervisorin Mary Anne Seward verheiratet. Das Paar hat ein gemeinsames Kind. Sebaldt ist außerdem mit der Schauspielerin Maria Sebaldt verschwägert.

## Filmografie (Auswahl)
- 1988: Children of the Empire
- 1992: Bloodfist 4 – Deadly Dragon (Bloodfist IV: Die Trying)
- 1994: Augenblicke des Todes (Caroline at Midnight)
- 1994: Im Labyrinth der Leidenschaft (Inevitable Grace)
- 1994: Die Rache einer Frau (Scorned)
- 1996: Galgameth – Das Ungeheuer des Prinzen (Galgameth)
- 1997: Casper – Wie alles begann (Casper: A Spirited Beginning)
- 1998: Addams Family – Und die lieben Verwandten (Addams Family Reunion)
- 1998: Casper trifft Wendy (Casper Meets Wendy)
- 1998: Richie Rich – Die Wunschmaschine (Ri¢hie Ri¢h's Christmas Wish)
- 1999: Fünf Freunde in geheimer Mission (P.U.N.K.S.)
- 2001: Race to Space – Mission ins Unbekannte (Race to Space)
- 2002: FearDotCom
- 2003: Die Stevens schlagen zurück (The Even Stevens Movie)
- 2004: Resident Evil: Apocalypse
- 2004: Species III
- 2004: Starship Troopers 2: Held der Föderation (Starship Troopers 2: Hero of the Federation)
- 2005: The Dark
- 2006: Desperation (Stephen King’s Desperation)
- 2008–2015: CSI: Den Tätern auf der Spur (CSI: Crime Scene Investigation, Fernsehserie)
- 2016: Rush Hour (Fernsehserie)
- 2017–2018: Lucifer (Fernsehserie)
- 2019: For the People (Fernsehserie)
- 2019–2020: How to Get Away with Murder (Fernsehserie)
- 2022–2023: CSI: Vegas (Fernsehserie)
- 2023: On a Wing and a Prayer – Gefahr am Horizont (On a Wing and a Prayer)
- 2024: Reagan
- 2025: Final Destination: Bloodlines